# La Paz Centro (El Salvador)
La Paz Centro es un municipio del departamento de La Paz, El Salvador. Ubicado en la región centro-sur del país, siendo una comunidad integrada por 12 distritos.

## División política y administrativa
Comprende los siguientes distritos del departamento de La Paz:

#### Distritos
1. El Rosario
2. Jerusalén
3. Mercedes La Ceiba
4. Paraíso de Osorio
5. San Pedro Masahuat
6. San Emigdio
7. San Juan Tepezontes
8. San Luís La Herradura
9. San Miguel Tepezontes
10. San Pedro Nonualco
11. Santa María Ostuma
12. Santiago Nonualco